# قایغی
قایقی (ترکی آذربایجانی: Qayğı) یک منطقهٔ مسکونی در جمهوری آذربایجان است که در استان کاشاتاق واقع شده‌است.